# とやま・ふくおか家族旅行村
とやま・ふくおか家族旅行村（とやま・ふくおかかぞくりょこうむら）は、富山県高岡市福岡町にある公園・キャンプ場である。

## 概要
1988年（昭和63年）に五位ダム周辺地区が運輸省（現・国土交通省）の全国家族旅行村の本年度調査地区に指定された。これを受け、富山県および西礪波郡福岡町（当時）が「恵まれた環境の中での健全で手軽な短期滞在型レクリエーション基地」として1989年（平成元年）度より五位ダムの付近にて建設に着手し、1993年（平成5年）7月30日に開村した。面積8 ha、総事業費は27億2,400万円。施設内にはピクニカル広場、ピクニック緑地、キャンプ場、プレイランド、ログケビン（1997年4月完成）、もりの学び舎（森林学習展示館、1997年4月完成）などがある。
2006年（平成18年）4月に富山県から高岡市に移管。
その後、高岡市の公共施設再編に伴い施設の民営化が決まり、2020年（令和2年）8月には北陸ミサワホーム株式会社が無償貸付により運営権を取得、複合レジャースポット「MONLACK」としてリニューアルされることとなった。

## 越中五位花尾温泉 山帽子
同施設にあるロッジ。鉄筋コンクリート2階建て、延床面積1670 m2。
1995年（平成7年）2月9日にレストラン・温泉部門が「ロッジ山ぼうし」としてオープンし（完成式は同年3月28日）、続いて同年4月7日には宿泊研修部門（40人宿泊可能）がオープンした。温泉は1990年（平成2年）度からふるさと創生資金のうち6,000万円を投入し、1993年（平成5年）3月に掘り当てたものを使用している。
なおロッジとしての営業は施設の運営権移行に伴い2021年（令和3年）3月をもって終了し、南砺市のふくみつ華山温泉などを運営する株式会社テールウエストへの運営委託のもと、温泉旅館「越中五位花尾温泉 山帽子」の名称で同年11月6日に再オープンした。
温泉諸元
源泉名は『越中五位花尾温泉』である。
- 泉質 - ナトリウム - 塩化物・硫酸温泉[10]
- 源泉温度 - 摂氏30.5度[10]
- 揚水量 - 動力揚水により毎分117.0リットル[10]
- 源泉の深さ - 805m[10]
- pH - 7.98[10]
- 溶存物質 - 4,661mg/kg[10]

## その他
1994年（平成6年）2月6日には、北海道以外では初となる第1回『長ぐつアイスホッケー大会』が開催された。